# Giuseppe Pace
Giuseppe (Joseph) Pace (ur. 30 maja 1890 w Victorii, zm. 31 marca 1972 tamże) – maltański kanonik, który został szóstym biskupem Gozo.

## Wczesne lata
Ġużepp Pace urodził się 30 maja 1890 w Victorii (dawniej: Rabat) na Gozo, Malta.
3 sierpnia lub 20 grudnia 1913 otrzymał święcenia kapłańskie.

## Biskup Gozo
1 lub 11 listopada 1944 papież Pius XII wyznaczył Pace na wakujące miejsce biskupa Gozo, aby zastąpił Mikiela Gonziego, który objął archidiecezję Malty. Konsekrowany na biskupa 17 grudnia 1944 przez arcybiskupa Malty Mikiela Gonziego w katedrze Wniebowzięcia NMP w Victorii. 8 kwietnia 1945 w tej samej katedrze uroczyście objął diecezję Gozo w zarząd, jako jej szósty biskup.

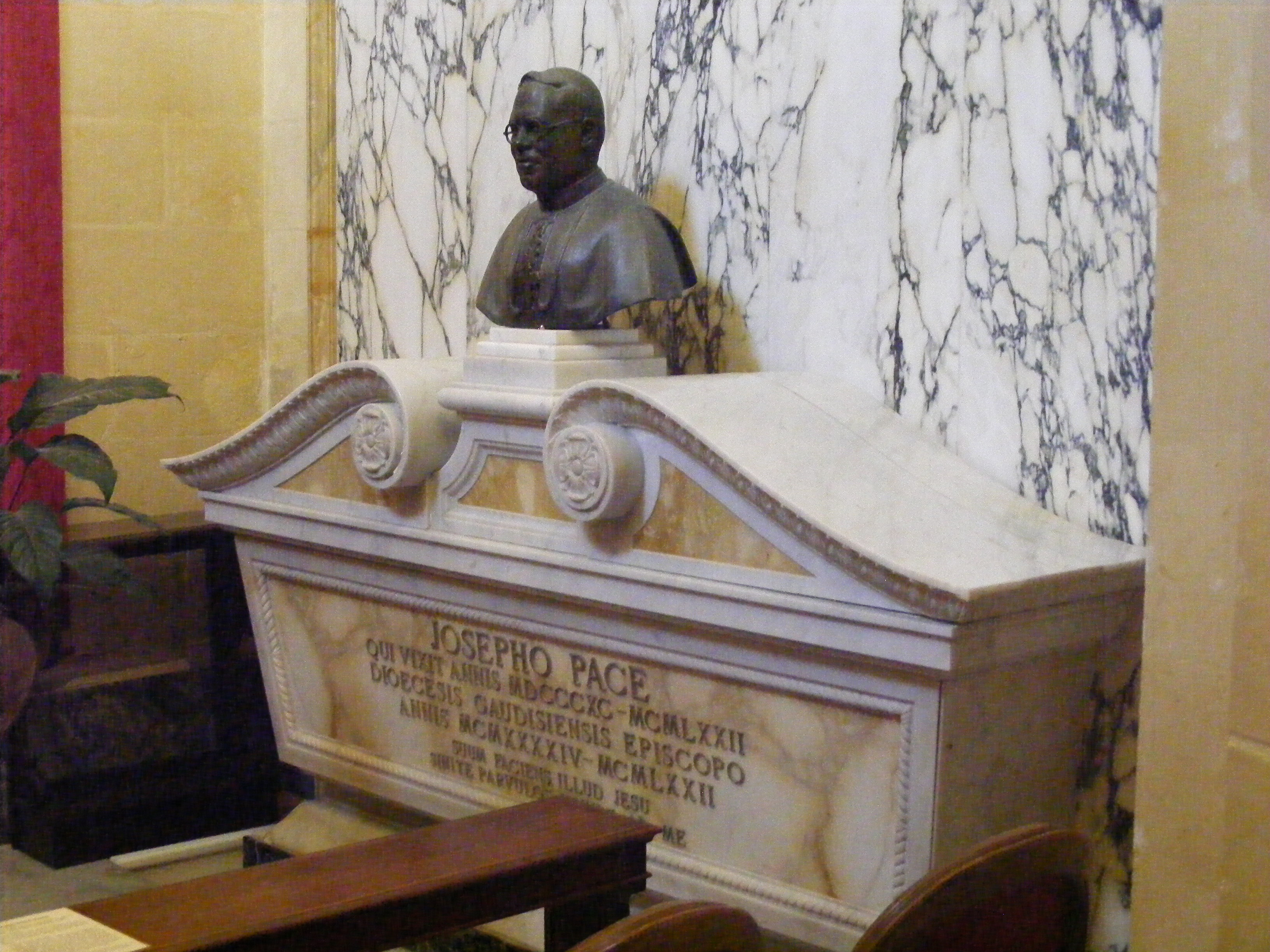
Miejsce spoczynku biskupa Giuseppe Pace

## Śmierć
Biskup Giuseppe Pace zmarł 31 marca 1972. Pochowany został w kaplicy Najświętszego Sakramentu w katedrze Wniebowzięcia w Cittadelli, górującej nad stolicą wyspy Gozo.